# أبو العباس الإشبيلي
أبو العباس الإشبيلي فقية شافعي ومن علماء الحديث النبوي, اسمة أبي العباس شهاب الدين أحمد بن فرح بن أحمد بن محمد بن فرج اللخمي الإشبيلي الشافعي والمشهور بابن فرج، ولد في إشبيلية سنة 625 هـ الموافق 1227 ونشأ وترعرع فيها، وفي بداية عقده الثاني سنة 646 هـ أسره الفرنجة وهو شاب، ثم هاجر إلى القاهرة بعد ذلك ثم إلى دمشق واستقر فيها.

## شيوخه
تلقى ابن فرج الحديث والفقه على يد علماء من علماء دمشق والقاهرة ومنهم :
- أحمد بن عبد الدائم بن نعمة بن أحمد بن محمد بن إبراهيم المشهور بابن عبد الدائم .
- إسماعيل بن إبراهيم بن أبي اليسر شاكر بن عبد الله التنوخي المشهور بابن أبي اليسر .
- إسماعيل بن عبد القوي بن عزون الأنصاري المشهور بإسماعيل بن عزون .
- عمر بن محمد بن سعد بدر الدين الكرماني .
- عبد الله بن عبد الواحد بن محمد بن علاق المشهور بابن علاق .
- علي بن شجاع بن سالم بن علي الهاشمي المشهور بالكمال الضرير .
- عبد اللطيف بن عبد المنعم بن الصيقل الحراني المشهور النجيب بن الصيقل .
- شرف الدين الأنصاري الحموي .
- عبد العزيز بن عبد السلام بن أبي القاسم بن الحسن السلمي الدمشقي المعروف بعز الدين بن عبد السلام .
- فراس بن علي بن زيد الكِناني العسقلاني .

## تلاميذه
- القاسم بن البهاء محمد بن يوسف البرزالي .
- محمد بن أحمد بن عثمان بن قايماز الذهبي .
- عثمان بن بلبان المقاتلي .
- أحمد بن المظفر بن أبي محمد المظفر بن بدر النابلسي .

## كتبه
لابن فرج ثلاث مؤلفات هي :
- القصيدة الغرامية : في ألقاب الحديث .
- شرح الأربعين للنووي .
- مختصر خلافيات البيهقي .

## مكانته العلمية
قال عنه الإمام الذهبي:
| أبو العباس الإشبيلي | وأقبل على تجويد المتون وفهمها فتقدم في ذلك وكانت له حلقة إقراء في جامع دمشق يقرأ فيها فنون الحديث حضرت مجالسه وأخذت عنه ونعم الشيخ كان سكينة ووقارا وديانة واستحضارا مات بتربة أم الصالح في جمادى الآخرة سنة تسع وتسعين وستمائة | أبو العباس الإشبيلي |

قال عنه الإمام السيوطي :
| أبو العباس الإشبيلي | أقبل على تقييد الألفاظ وفهم المتون ومذاهب العلماء وكانت له حلقة إقراء للحديث وفنونه وتخرج به جماعة | أبو العباس الإشبيلي |

قال الإمام صلاح الدين الصفدي :
| أبو العباس الإشبيلي | وعني بالحديث وأتقن ألفاظه وعرف رواته وحفاظه وفهم معانيه وانتقد لآليه وكان من كبار أئمة هذا الشأن وممن يجر ي فيه وهو طلق اللسان | أبو العباس الإشبيلي |

## وفاته
توفي ابن فرج في دمشق عام 699 هـ الموافق 1300 .